# Selva de tierras bajas de Madagascar
La selva de tierras bajas de Madagascar es una ecorregión de la ecozona afrotropical, definida por WWF, que ocupa la costa este de Madagascar.
Forma, junto con las ecorregiones de selva subhúmeda de Madagascar y brezal de Madagascar, la región denominada selva y brezal de Madagascar, incluida en la lista Global 200.

## Flora
La ecorregión se caracteriza por espesas selvas siempre verdes, con un dosel que sobrepasa los 30 metros. Entre las especies típicas del dosel se encuentran Dalbergia, Diospyros, Ocotea, Symphonia y Tambourissa; por encima del dosel emergen ejemplares de Canarium, Albizia y Brochoneura acuminata. También hay una gran diversidad de pandanos, bambúes y orquídeas epifitas.
Una característica interesante de estas selvas es la presencia de la apocinácea suculenta Pachypodium.

## Fauna
La selva de tierras bajas alberga una gran diversidad de especies, muchas de ellas endémicas. Casi todos los géneros de mamíferos endémicos de Madagascar se encuentran representados, incluyendo todas las familias de lémures.

## Endemismos
15 especies y subespecies de lémures son endémicas o semiendémicas de la ecorregión:
- Aye-aye (Daubentonia madagascariensis)
- Lémur enano de orejas peludas (Allocebus trichotis)
- Lémur de collar (Varecia variegata)
- Lémur rufo rojo (Varecia rubra)
- Indri (Indri indri)
- Avahi oriental (Avahi laniger)
- Sifaka de diadema (Propithecus diadema)
- Sifaka de Milne-Edwards (Propithecus edwardsi)
- Lémur dorado del bambú (Hapalemur aureus)
- Lémur grande del bambú (Prolemur simus)
- Lémur de collar blanco (Eulemur albocollaris)
- Lémur de collar rojo (Eulemur collaris)
- Lémur de vientre rojo (Eulemur rubriventer)

## Estado de conservación
En peligro crítico. Esta ecorregión se encuentra mejor preservada que la selva subhúmeda de la meseta central, debido seguramente a su menor densidad de población a lo largo de la historia y a la relativa lejanía de la capital, Antananarivo. Sin embargo, la generalizada agricultura itinerante de roza y quema ha reducido significativamente la extensión de la selva. Se estima que sólo un tercio de la selva primigenia permanece intacta.

## Protección
El 7% de las selvas que se conservan está protegido en parques nacionales y reservas:
- Parque nacional de Masoala
- Reserva de la Biosfera de Mananara, que incluye el parque nacional Verezanantsoro
- Reserva especial de Ambatovaky
- Reserva natural integral y parque nacional Zahamena